# Nuklearprogramm der Tschechoslowakei

Kernkraftwerke und Forschungsreaktoren in der Tschechoslowakei (Stand 1989)

Das Nuklearprogramm der Tschechoslowakei war ein ziviles Programm zur Förderung der Nutzung der Kernenergie, das ab der Mitte der 1950er Jahre betrieben wurde und nach der Auflösung der Tschechoslowakei 1992 von den Nachfolgestaaten übernommen wurde. Es umfasste die Bemühungen, die Energieversorgung des Landes mit Elektrizität und Wärme aus Kernkraftwerken zu ergänzen. Das Programm war von Anfang an eng an das Nuklearprogramm der Sowjetunion angeknüpft und ab den 1970er Jahren voll in den wirtschaftlichen Raum der RGW-Staaten integriert.

## Anfänge
Kurz nach dem Ende des Zweiten Weltkrieges entschied die damalige Tschechische Akademie der Wissenschaften und Künste in einem Memorandum am 14. Juli 1946 über den Aufbau eines Instituts für Kernphysik. Das neu entstandene Labor für nukleare Physik (Laboratoř pro nukleární fysiku ČAVU) wurde von Václav Petržílka geleitet. Weil zu diesem Zeitpunkt Forschungsergebnisse im Bereich der Kernforschung strenger Geheimhaltung unterlagen und nicht zur Verfügung standen, wurde die Konstruktion eines Forschungsreaktors mit eigenen Kräften angestrebt. Dem Labor gelang die Uranaufarbeitung, es wurde ein theoretisches Rechnungsmodell eines Reaktors ausgearbeitet und die Firma Chemoprojekt entwickelte ein Verfahren zur Herstellung des schweren Wassers und des Graphits.
1953 präsentierte Dwight D. Eisenhower im Rahmen seine Rede Atoms for Peace vor der Generalversammlung der Vereinten Nationen seine Vorstellungen von der friedlichen Nutzung der Kernenergie. Es folgte die Atomenergie-Konferenz in Genf vom 8. bis 20. August 1955. Bereits vor der geplanten Konferenz bot die Sowjetunion Mitte der 1950er Jahre ihren Verbündeten die Zusammenarbeit im Bereich der friedlichen Nutzung der Kernenergie an.
Mit einem Regierungsbeschluss vom 10. Juni 1955 wurde das Regierungskomitee für Forschung und friedliche Nutzung der Kernenergie (Vládní výbor pro výzkum a mírové využití jaderné energie) eingerichtet. Das Komitee gründete im gleichen Jahr das Institut für Kernphysik (Ústav jaderné fyziky), welches in Řež bei Prag angesiedelt wurde. Im Juni 1955 wurde ein Abkommen zwischen der Tschechoslowakei und der Sowjetunion unterzeichnet, aufgrund dessen in einer kurzen Zeit von zwei Jahren in Řež der erste Forschungsreaktor und ein Zyklotron erbaut wurden. Bei dem Reaktor handelte es sich um einen mit Wasser moderierten und gekühlten Forschungsreaktor vom Typ VVR-S, der mit auf 10 % angereichertem Uran betrieben wurde und eine Nennleistung von 2 MW hatte. Am 24. September 1957 kurz vor Mitternacht erreichte der Reaktor erstmals Kritikalität.
An der Karls-Universität Prag wurde im selben Jahr die Fakultät für Technische Physik und Kernphysik (Fakulta technické a jaderné fyziky) eingerichtet. Diese war in den folgenden Jahren zusammen mit der bereits 1952 gegründeten Mathematisch-physikalischen Fakultät die prägende Bildungseinrichtung im Bereich Kernenergie in der Tschechoslowakei. Im August 1959 wurde die Fakultät an die Tschechische Technische Universität übergeführt. Für die Ausbildung der mittleren Fachkräfte wurde die Mittelschule für Kerntechnik (Střední průmyslová škola jaderné techniky) in Prag eingerichtet.
Mit einem Regierungsbeschluss vom 29. April 1959 wurde die Kommission für Atomenergie (Komise pro atomovou energii) am Staatlichen Komitee für Entwicklung der Technik errichtet. Dieses Komitee wurde 1962 abgeschafft und durch die Staatliche Kommission für Entwicklung und Koordinierung von Forschung und Technik (SKVT) ersetzt. Die Kommission für Atomenergie wurde in die Tschechoslowakische Kommission für Atomenergie (ČSKAE) umbenannt und erhielt den Status eines ständigen Komitees des SKVT für den Bereich der friedlichen Nutzung der Kernenergie. Aufgabe der ČSKAE war die Koordinierung des tschechoslowakischen Nuklearprogramms und die Vertretung der Tschechoslowakei in der Ständigen Kommission für Friedliche Nutzung der Atomenergie des RGW und bei der Internationalen Atomenergieorganisation. 1968 wurde die ČSKAE zur föderalen Verwaltungsbehörde und übernahm auch die Funktion der Atomaufsichtsbehörde.

## Kernkraftwerk A-1
Im Mai 1956 wurde ein weiterer zwischenstaatlicher Vertrag mit der Sowjetunion über die Zusammenarbeit bei dem Bau des ersten tschechoslowakischen Kernkraftwerkes A-1 unterzeichnet. Als Reaktor für das Kraftwerk wurde der mit Kohlenstoffdioxid gekühlte Schwerwasserreaktor KS-150 ausgewählt, welcher mit natürlichem Uran betrieben wurde. Das Kraftwerk gehörte ähnlich wie das ostdeutsche Kernkraftwerk Rheinsberg zur ersten Generation von Forschungs- und Versuchskraftwerken für die Energieerzeugung und sollte auf experimentelle Weise die wirtschaftliche Verwendbarkeit eines mit natürlichem Uran betriebenen Reaktors überprüfen. In der Tschechoslowakei wurde so eine der mehreren zur Verfügung stehenden Reaktorkonzeptionen experimentell erprobt.
Am 1. Mai 1957 gründete das Ministerium für Energiewirtschaft den staatseigenen Betrieb Kernkraftwerk Bohunice, der die Rolle des Auftraggebers übernahm. Als Hauptauftragnehmer für den baulichen Bereich wurde Hydrostav Bratislava ausgewählt und für den technologischen Bereich die Škoda-Werke in Pilsen. Die Aufgabe des Generalprojektanten übernahm Energoprojekt Praha. Der Reaktortyp wurde von dem sowjetischen Alichanow-Institut für Theoretische und Experimentelle Physik entwickelt, welches auch die wissenschaftliche Betreuung des Vorhabens übernahm. Die Erstellung der detaillierten Planungsvorlagen erarbeitete Škoda mit technischer Unterstützung von LOTEP, der Leningrader Abteilung des sowjetischen Planungsbüros Teploelektroprojekt.
Bereits in der Anfangsphase erwies sich, dass das sowjetische Reaktorkonzept nicht für die Praxis ausgereift war. Nach einigen Treffen tschechoslowakischer und sowjetischer Fachkräfte und nach Anfertigung der Expertise des technischen Projekts A1 wurde klar, dass sich die tschechoslowakische Beteiligung nicht nur auf die technologische Umsetzung der fertigen technischen Unterlagen beschränken wird, sondern dass umfangreiche Forschungs- und Entwicklungsarbeiten notwendig sind. Nach diesem Resultat verloren die zentralen staatlichen Organe zuerst ihren Enthusiasmus an der Kernenergie. Das Projekt wurde erst 1958 durch Lobbyismus seitens der Škoda-Werke wieder fortgesetzt. Die Herstellung des Reaktors wurde ab 1964 in die staatlichen Wirtschaftspläne eingegliedert und die Vollendung des Kraftwerkes unrealistisch auf das Jahr 1968 festgesetzt. In Wirklichkeit kam es zur Netzsynchronisation erst 1972. Für die Entwicklungsarbeiten mitsamt der damit verbundenen Investitionen wurden aus der Staatskasse ca. 700 Mio. Kronen ausgegeben, was etwa 40 % der Gesamtkosten des Kraftwerkes waren.
Um die experimentellen Arbeiten und Messungen zu gewährleisten, wurde Ende der 1960er Jahre bei Škoda der wassermoderierte Forschungsreaktor ŠR-0A entwickelt und gebaut. Es handelte sich um den ersten in der Tschechoslowakei konstruierten und hergestellten Reaktor. Der Reaktor hatte eine Leistung von maximal 100 W und wurde mit auf 10 % angereichertem sowjetischen Uran-Kernbrennstoff EK-10 betrieben. Er wurde in Vochov aufgebaut und von der Abteilung Reaktorphysik des Betriebs für Kernkraftwerksbau der Škoda-Werke betrieben. Der Reaktor erreichte am 27. April 1970 erstmals Kritikalität und wurde 1975 im Rahmen der Neuausrichtung der Forschungsarbeiten zum Forschungsreaktor ŠR-0 umgebaut.

## Neuorientierung auf Druckwasserreaktoren vom Typ WWER
Ende der 1960er Jahre wurde das Konzept des gasgekühlten Schwerwasserreaktors verlassen und das tschechoslowakische Nuklearprogramm wurde neu auf Druckwasserreaktoren vom Typ WWER-440 ausgerichtet. Zeitgleich mit dem Bau des ersten Kernkraftwerks mit WWER-Technologie ereignete sich am 22. Februar 1977 ein Unfall im Kernkraftwerk A1. Beim Brennstoffwechsel wurden an einem neu zugefügten Brennstab Reste des Trocknungsmittels Kieselgel vergessen. Es kam dadurch zu einer örtlichen Verstopfung des Kühlmittelkreislaufes und aufgrund dessen zu einer lokalen Kernschmelze einiger Brennelemente. Bereits im ersten Halbjahr 1978 war klar, dass der Betrieb aus wirtschaftlichen sowie technischen Gründen nicht wieder aufgenommen werden kann.

## Rolle der Tschechoslowakei im Rahmen des RGW
Um die Länder des Ostblocks an Forschungsarbeiten im Bereich der Kerntechnik zu beteiligen, wurde 1956 als zwischenstaatliche Organisation das Vereinigte Institut für Kernforschung in Dubna nahe Moskau gegründet. 1960 wurde im Rahmen des Rates für gegenseitige Wirtschaftshilfe die Ständige Kommission für Friedliche Nutzung der Atomenergie mit Sitz in Moskau gegründet. In enger Verbindung mit den RGW-Organen arbeiteten die internationalen Wirtschaftsorganisationen Interatomenergo (1973, mit Sitz in Moskau) für den Atomkraftwerk-Anlagenbau, bzw. Interatominstrument (1972, mit Sitz in Warschau) für den kerntechnischen Gerätebau.
Die hoch industrialisierte tschechoslowakische Wirtschaft war derzeit als eine der wenigen des Ostblocks in der Lage, die Herstellung von Schwerstkomponenten für die Kernkraftindustrie zu übernehmen. Im Mai 1974 wurde ein zwischenstaatliches Abkommen zwischen der ČSSR und der UdSSR über die Beteiligung tschechoslowakischer Betriebe bei der Herstellung von Komponenten für Kernkraftwerke unterzeichnet. Die Tschechoslowakei wurde so zu Lieferungen von Kernkraftwerkskomponenten einschließlich der Reaktoren und Teilen des Primarbereiches in RGW-Staaten verpflichtet (es handelte sich um vier Reaktoren vom Typ WWER-440/V213 für das ungarische Kernkraftwerk Paks, zwei weitere für das ostdeutsche Kernkraftwerk Greifswald und zwei Reaktoren vom Typ WWER-1000 für das Kernkraftwerk Belene in Bulgarien). Von besonderer Bedeutung ist das Abkommen über die vielseitige Produktionsspezialisierung und Kooperation und der gegenseitigen Lieferungen von Einrichtungen für Kernkraftwerke für den Zeitraum 1981–90, welches während des XXXIII. Zusammentreffens des RGW im Juli 1979 in Moskau unterzeichnet wurde. Die Tschechoslowakei beteiligte sich ebenfalls am Bau des sowjetischen Kernkraftwerks Chmelnyzkyj, der entsprechende Vertrag mit der Sowjetunion wurde am 29. März 1979 unterzeichnet.

## Stand der tschechoslowakischen Kernindustrie

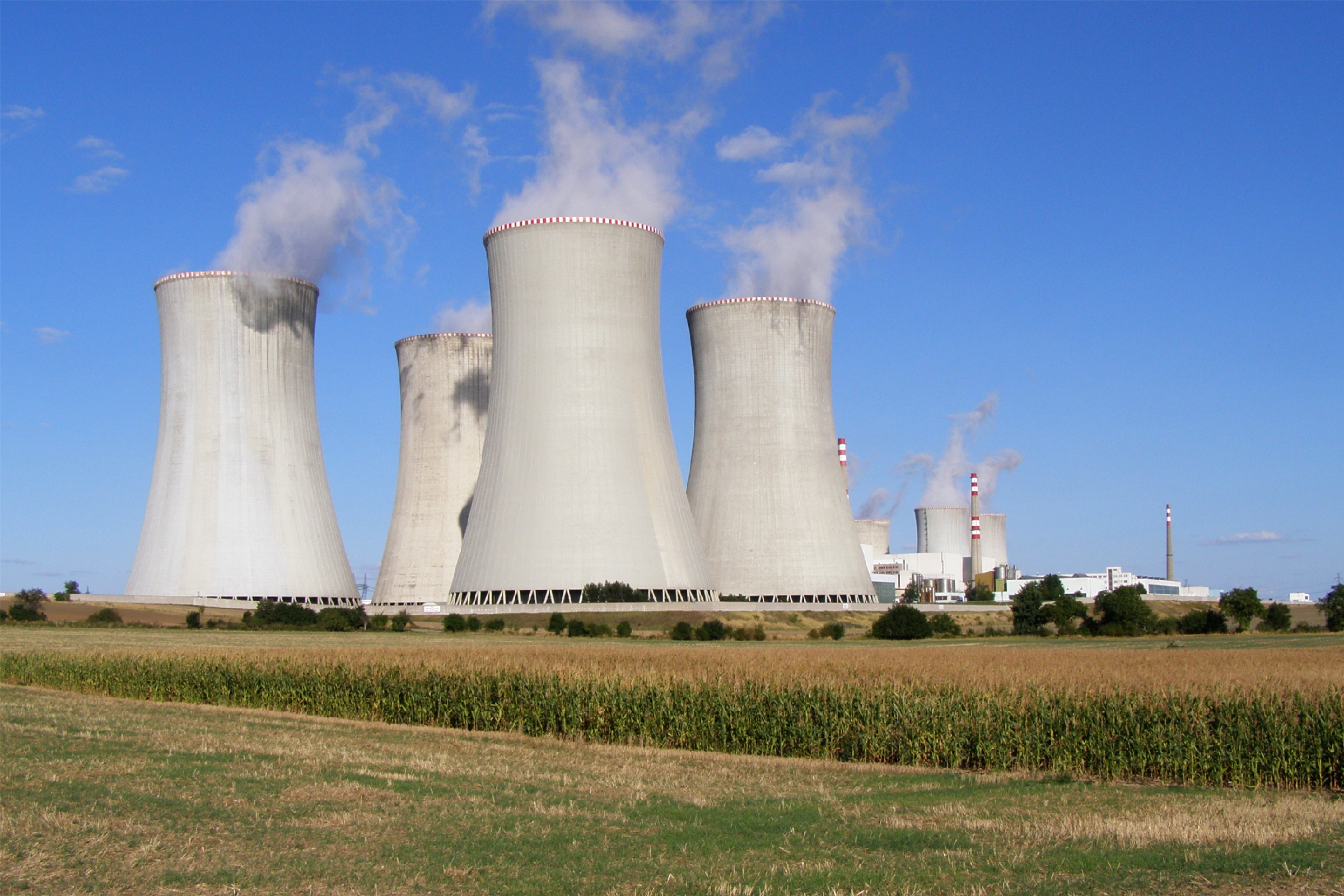
Kernkraftwerk Dukovany

Der tschechische Teilstaat der Tschechoslowakei zählte traditionell zu den Gebieten mit einer hoch entwickelten Maschinenbauindustrie. Nachdem die tschechoslowakischen Betriebe und Forschungseinrichtungen erfolgreich den Bau des ersten Forschungs- und Versuchskraftwerkes A1 in Bohunice bewältigten, rechnete man im Rahmen des RGW mit einer umfangreichen Einbeziehung tschechoslowakischer Organisationen in die Produktion von Kernkraftwerken mit Reaktoren sowjetischer Bauart vom Typ WWER. Anfang der 1970er Jahre wurde mit dem Bau der ersten Kernkraftwerke mit Reaktoren vom Typ WWER-440/230 begonnen, darunter 1973 das Kernkraftwerk V1 in Jaslovské Bohunice. An die tschechoslowakische Industrie wurden so große Anforderungen gestellt. Zum einen mussten die Betriebe die Erfordernisse des Bauvorhabens des Kernkraftwerks V1 sichern, zum anderen wurden sie zu Lieferungen von Kernkraftwerkskomponenten in andere RGW-Staaten verpflichtet. Ein ganzer Teil der tschechoslowakischen Industrie wurde daher komplex für die Kernenergie umstrukturiert.
Zu den tschechischen Maschinenbaukonzernen, welche am Kernenergieprogramm beteiligt waren, zählt vor allem der Konzern Škoda, der mit dem Betrieb Energiemaschinenbau (Závod energetické strojírenství k. p. Škoda Plzeň) die Kernreaktoren und Turbosätze herstellte und vor Ort montierte. Der Betrieb Kraftwerksbau von Škoda (Závod výstavba elektráren) übernahm die Rolle des Hauptauftragnehmers für den Technologie-Bereich. ZES Škoda lieferte zwischen 1980 und 1992 21 Sätze von Reaktoren des Typs WWER-440/V213 (vier für die Blöcke 1 – 4 des Kernkraftwerkes Paks, zwei für das Kernkraftwerk V2 in Bohunice, vier für das Kernkraftwerk Dukovany, vier für das Kernkraftwerk Żarnowiec und drei für die Blöcke 5, 7 und 8 des Kernkraftwerks Greifswald) und drei Sätze von Reaktoren vom Typ WWER-1000/V320 (zwei für das Kernkraftwerk Temelín und einen für das Kernkraftwerk Belene). Weitere bedeutende Hersteller waren Vítkovice (Dampfgeneratoren, Volumenkompensatoren und Formstücke für die Reaktoren), Sigma Lutín (Hauptkreislaufpumpen) und Sigma Modřany (Rohre).
Ende der 1970er Jahre lief bei Škoda die Produktion der WWER-440-Reaktoren an. Gleichzeitig wurde am 15. November 1976 zwischen der ČSSR und der UdSSR ein Abkommen über die weitere Zusammenarbeit und Entwicklung der Kernenergie unterzeichnet und damit die Beteiligung der tschechoslowakischen Betriebe an Forschungsarbeiten und der Produktion des Reaktortyps WWER-1000 vereinbart. Aufgrund dieses Vertrags kaufte 1977 und 1978 Škoda die sowjetische technische Dokumentation und leitete das „Programm für Entwicklungs- und Aneignungsarbeiten der Reaktors WWER-1000“ ein. Der neue Reaktortyp sollte ab 1985 hergestellt werden. Auf Anordnung des Ministers für Hüttenwesen und Schwermaschinenbau im Jahr 1979 sollte ZES Škoda 1985 den ersten Druckbehälter herstellen und 1987 das erste Kraftwerk in Betrieb nehmen.
Die Aneignung der sowjetischen Technologie beinhaltete auch umfangreiche theoretische und experimentelle Forschungsarbeiten. Am Institut für Kernforschung in Řež wurde der Forschungsreaktor TR-0 (Schwerwasserreaktor) in die technische Ausführung LR-0 (Leichtwasserreaktor) umgebaut. Die Anlage wurde für Messungen in der aktiven Zone mit verkürzten Standardbrennstäben des WWER-1000 genutzt. Škoda nutzte den betriebseigenen Forschungsreaktor ŠR-0 in Vochov bei Plzeň. Im Staatlichen Forschungsinstitut für Maschinenbau in Běchovice wurden u. a. theoretisch und experimentell die Auswirkungen des Kühlmittelverlustes erforscht.
Škoda beteiligte sich auch an den eigentlichen Entwicklungsarbeiten des Reaktors WWER-1000, indem der Konzern einen Linearschrittmotor für die Steuerstäbe des Reaktors entwarf. Der Motor wurde ursprünglich für eine Weiterentwicklung des Schwerwasserreaktors A-1 entworfen, wo er die verhältnismäßig schwierigen und anfälligen Teile eines Rotationsmotors ersetzen sollte. Der sowjetische Hauptentwickler der Reaktoren OKB Gidropress empfahl, diesen Motor für WWER-1000-Reaktoren anzupassen, aufgrund von Verspätungen bei Škoda wurde aber dennoch eine sowjetische Variante in den Ischora-Werken hergestellt. Weil diese aber schlechtere Eigenschaften hatte, wurde 1980 die gemeinsame Entwicklung eines modernisierten Motors beschlossen. Diese Zusammenarbeit von Škoda und Gidropress stellte die bisher höchste Teilnahme der Tschechoslowakei an den Entwicklungsarbeiten dar.

## Kernkraftwerke der WWER-440-Technologie

### Kernkraftwerk Bohunice V1
Das erste tschechoslowakische Kernkraftwerk mit Druckwasserreaktoren wurde unter der Bezeichnung V1 am Standort Bohunice in direkter Nachbarschaft des Kernkraftwerkes A-1 gebaut. Die Bauarbeiten wurden im April 1973 aufgenommen. Das Kraftwerk bestand aus zwei Blöcken mit Reaktoren vom Typ WWER-440/230. Die Planungsarbeiten wurden von LOTEP Leningrad und Energoprojekt Praha durchgeführt. Den kerntechnischen Bereich und den Brennstoff lieferte die sowjetische Seite. Den konventionellen Bereich einschließlich der Turbosätze lieferten tschechoslowakische Betriebe. Die Hauptlieferanten waren Škoda Praha, Hydrostav Bratislava und Škodaexport Praha. Aufgrund lückenhafter Zuliefererverbindungen wurde die Rolle des Hauptauftragnehmers für den kerntechnischen Bereich von Škoda Pilsen übernommen. Škoda Pilsen führte unter der Leitung des sowjetischen Montagechefs ebenfalls den Zusammenbau des kerntechnischen Bereiches durch. Am 27. November 1978 wurde der Reaktor des ersten Blocks erstmals kritisch. Der Block wurde am 1. April 1979 ans Netz geschlossen.

### Kernkraftwerk Dukovany

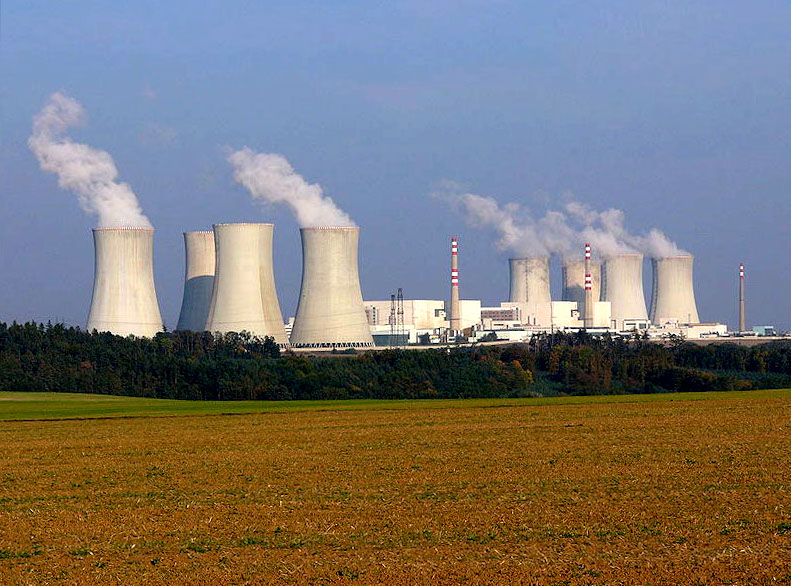
Kernkraftwerk Dukovany

Im Jahr 1973 wurde über den Bau des südmährischen Kernkraftwerks Dukovany entschieden. Für die Wahl des Standortes sprach auch das nahe gelegene Pumpspeicherkraftwerk Dalešice. Das Kraftwerk sollte ursprünglich aus zwei Blöcken mit Reaktoren vom Typ WWER-440/V230 bestehen. Nach Diskussionen zur Reaktorsicherheit im Jahr 1975 wurde das Bauvorhaben in vier Blöcke mit moderneren Reaktoren vom Typ WWER-440/V213 geändert. Die Bauarbeiten wurden nach einer Unterbrechung erst 1978 wieder fortgesetzt. Der erste Block wurde im Mai 1985 fertiggestellt, der letzte im Juli 1987.
Die Entwurfsplanung führte das sowjetische Planungsbüro LOTEP durch, die Ausführungsplanung Energoprojekt Praha. Hauptauftragnehmer des baulichen Teils war Průmyslové stavby Brno. Hauptauftragnehmer des technologischen Teils war der Betrieb für Kraftwerksbau (heute Škoda Praha) des Konzerns Škoda Pilsen. Die Reaktoren und Turbosätze wurden vom Betrieb Energiemaschinenbau des gleichen Konzerns hergestellt.

### Kernkraftwerk Bohunice V2
Um die Verzögerungen beim Bau des Kernkraftwerks Dukovany auszugleichen, entstand 1975 die Absicht, am Standort Bohunice ein weiteres Kraftwerk als Kopie des Kernkraftwerks V1 zu errichten. Nach den Diskussionen zur Reaktorsicherheit wurde im März 1976 entschieden, den modernisierten Reaktortyp WWER-440/V213 zu verwenden. Die Bauarbeiten an Bohunice V2 begannen 1976. Das Kraftwerk bestand aus zwei Blöcken, welche 1984 und 1985 vollendet und in Betrieb genommen wurden.

### Kernkraftwerk Mochovce

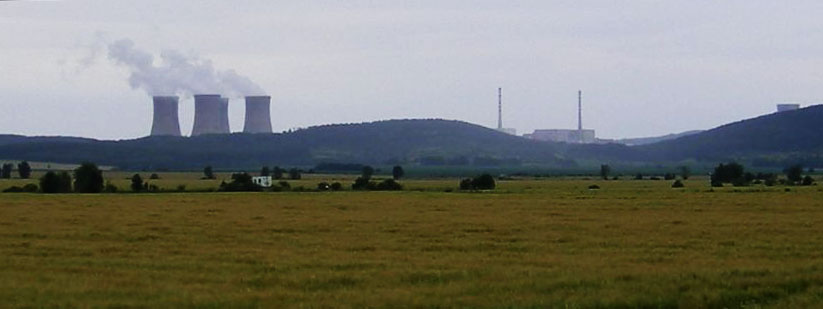
Kernkraftwerk Mochovce

Im Juni 1981 begannen die Bauarbeiten am Kernkraftwerk Mochovce. Das ursprüngliche Bauvorhaben rechnete mit vier Druckwasserreaktoren vom Typ WWER-440/213. Nach der Samtenen Revolution wurde der Bau reduziert und 1998 und 1999 nur die ersten beiden Blöcke vollendet.

## Kernkraftwerke der WWER-1000-Technologie

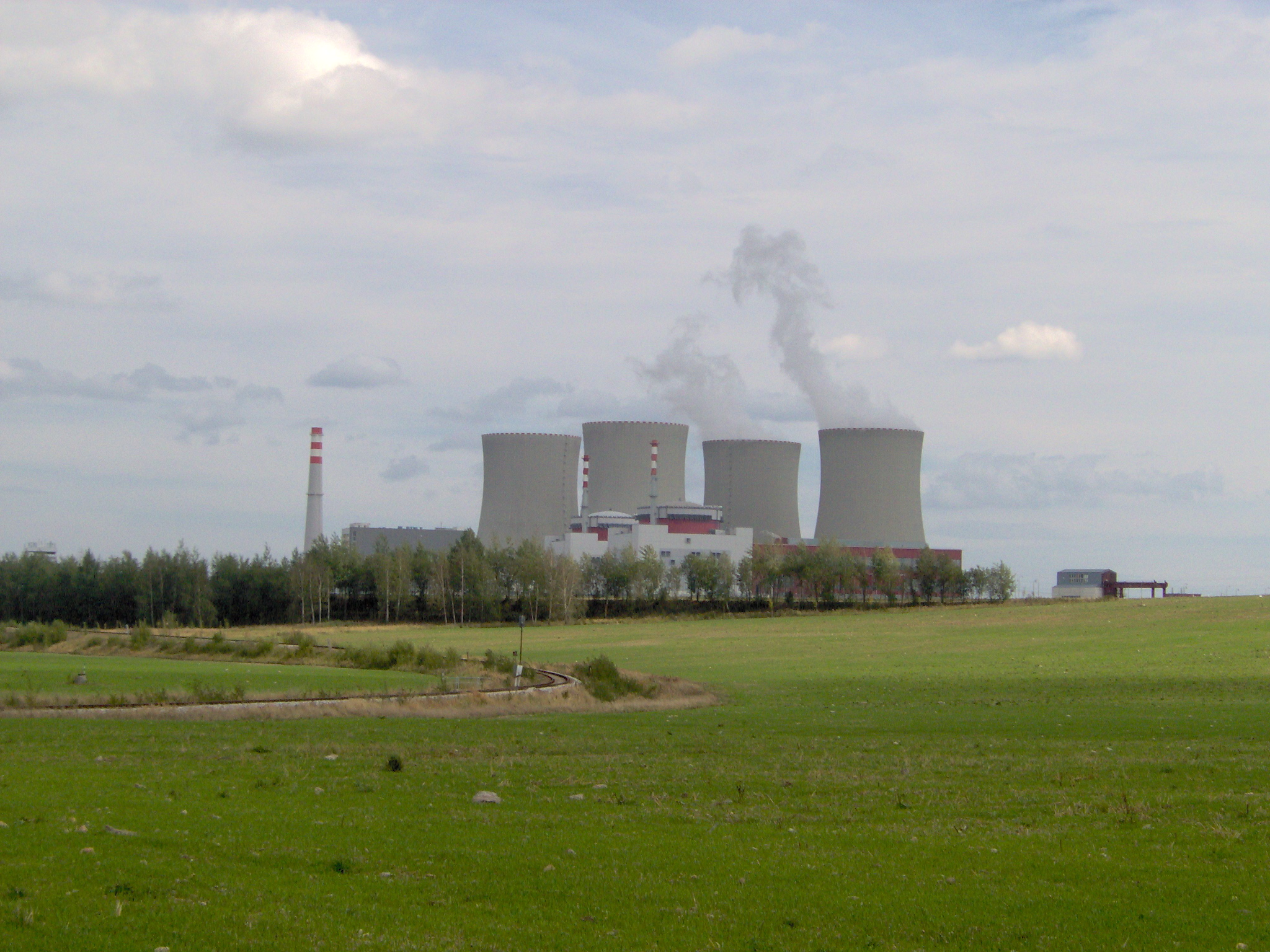
Kernkraftwerk Temelín

Das tschechoslowakische Kernenergieprogramm rechnete um 1980 mit der Inbetriebnahme von vier bis fünf Reaktoren vom Typ WWER-1000 bis zum Jahr 1990. Für die WWER-1000-Kraftwerke wurden mehrere optionale Standorte näher geprüft. In Südböhmen waren es die Orte Malovice, Dubenec und Temelín, in Nordmähren Lipníky, Majetín, Starojická Lhota und Blahutovice, in der Westslowakei der bereits genutzte Standort Mochovce.
Im Jahr 1989, kurz vor der Samtenen Revolution, befanden sich die Standorte Kecerovce in der Ostslowakei, Blahutovice und ein dritter Ort in Ostböhmen in Planung. Festgelegt waren 1989 nur die eigentlichen Standorte und deren Reihenfolge. Bei Kecerovce war bereits auch das Investitionsvorhaben verabschiedet. Das Kernkraftwerk in Ostböhmen wurde in den Planungsunterlagen unter dem Namen Tetov geführt und sollte sich in der Nähe von Chlumec nad Cidlinou befinden. Es sollte ebenfalls Fernwärme für Prag und den Ballungsraum Hradec Králové–Pardubice–Chrudim liefern.

### Kernkraftwerk Temelín
Im Februar 1979 wurde über den Bau eines weiteren Kernkraftwerks entschieden. 1981 folgte die Unterzeichnung eines zwischenstaatlichen Vertrages mit der Sowjetunion. Der Vertrag sah zuerst ein Kraftwerk mit zwei Reaktorblöcken vor, ein Jahr später wurde das Konzept auf vier Blöcke erweitert.
Nach der Vereinbarung des Kontraktes zwischen PZO (Betrieb für Außenhandel) Škoda-Export Praha und der sowjetischen Handelsorganisation Sojuzglavzagranatomenergo über die Lieferung des „technischen Projekts“ im November 1982, nahmen die tschechoslowakischen Fachkräfte bis 1985 an einer Reihe von Konsultationen mit dem sowjetischen Projektanten AtomTeploEnergoProjekt teil. Die Planungsarbeiten wurden in zwei Zonen aufgeteilt. Die sowjetische Projektierungszone beinhaltete das Reaktorgebäude und Teile des Gebäudes der aktiven Hilfsbetriebe und der Dieselgeneratorstation. Alle anderen Bereiche bildeten die tschechoslowakische Zone der Projektierungsarbeiten. Der sowjetische Teil der Projektarbeiten wurden von Atomenergoprojekt und Selenergoprojekt erarbeitet. Das technische Projekt zusammen mit dem tschechoslowakischen Teil des Vorprojekts und der sowjetischen Dokumentation zur Bauorganisation diente danach dem Hauptplaner Energoprojekt Praha als Unterlage. Im Oktober 1986 wurde das Vorprojekt genehmigt und im November die Baugenehmigung erteilt. Die Bauarbeiten begannen 1987.
Nach der Katastrophe von Tschernobyl im Jahr 1986 wurde das Bauvorhaben mit der Absicht des zukünftigen Betreibers technische Schwachstellen zu entfernen untersucht. Ein Großteil der Informationen wurde von dem Betreiber des Kernkraftwerkes Saporischschja zur Verfügung gestellt. Zu diesem Zeitpunkt war bekannt, dass als potentielle Unzuverlässigkeitsquelle das Kontroll- und Steuerungssystem betrachtet werden muss. Ebenfalls, dass der Bereich der aktiven Zone im ursprünglichen Projekt geändert werden muss, um diagnostische Systeme zu ergänzen, elektrische Leitungen für feuerfeste auszutauschen und bessere Schutzschalter in den Schaltanlagen einzubauen.
Nach der Samtenen Revolution 1989 wurde das ganze Konzept neu bewertet. Nach einer mehrjährigen Bauunterbrechung und umfangreichen Änderungen wurde das Kernkraftwerk schließlich 2003 mit zwei Reaktorblöcken vollendet.

## Nukleare Heizwerke
Ende der 1970er Jahre wurde in der Tschechoslowakei und weiteren Ländern des Ostblocks die Nutzung der Kernenergie als Wärmespender für Fernwärmenetze überlegt. Unter den Möglichkeiten boten sich zwei Varianten an: entweder selbstständige Heizwerke mit Kernreaktoren zu betreiben oder Kernkraftwerke als Heizkraftwerke zu nutzen. Ein entsprechendes Entwicklungsprogramm wurde im Rahmen des RGW eingeleitet. Bei den Heizwerken wurden Leistungen von etwa 500 MW überlegt, für die Tschechoslowakei kamen kleinere Leistungen von etwa 200 MW in Betracht, da größere Anlagen in den bestehenden Fernwärmenetzen und aufgrund der Siedlungsstruktur nicht effektiv genutzt werden konnten. Für die nuklearen Heizwerke wurden etwa 10 Standorte vorläufig ausgesucht. Zum gleichen Zeitpunkt wurde das Projekt bereits kritisiert, da ein weiteres Nuklearprogramm für einen kleinen Staat zu aufwendig sei, besonders in Anbetracht der erwogenen Möglichkeit, Wärme aus Kernkraftwerken zu beziehen. In der ersten Hälfte der 1980er Jahre wurden AST-300-Heizwerke mit Leistungen von 300 MW für den Großraum Ostrava–Karviná mit Fertigstellung um 1995 und für Bratislava mit Fertigstellung um das Jahr 2000 geplant. Gleichzeitig wurden Entwicklungsarbeiten an nuklearen Heizwerken mit kleineren Leistungen durchgeführt.
Das erste Projekt der Nutzung von Wärmeenergie aus einem Kernkraftwerk war die Fernwärmeleitung vom Kernkraftwerk Bohunice V2 nach Trnava im Jahr 1984. Ein nicht umgesetztes Projekt war die Versorgung der Stadt Brünn mit Fernwärme aus dem etwa 35 km entfernten Kernkraftwerk Dukovany. Bei dem Bau des Kernkraftwerkes Temelín rechnete man mit der Wärmeversorgung von České Budějovice.

## Entwicklung nach 1989
Die Samtene Revolution brachte große politische und wirtschaftliche Veränderungen, die sich ebenfalls in der Kernenergie niederschlugen. Am Anfang der 1990er Jahre stand der tschechoslowakischen Wirtschaft eine umfangreiche Transformation bevor. Dazu setzte sich in der Anfangszeit eine deutliche Abwendung von der Kernenergie in Politik und Gesellschaft durch. 1990 wurde seitens der Regierung über die Einstellung der Bauarbeiten an Block 3 und 4 der Kernkraftwerkes Temelín entschieden. Ob die Blöcke 1 und 2 vollendet werden sollen, blieb vorerst offen. Im Gegensatz dazu brachte die politische Wende wiederum die Verfügbarkeit verlässlicherer Komponenten, welche vor 1989 aus verschiedenen Gründen der tschechoslowakischen Wirtschaft unzugänglich waren. Die 1990er Jahre waren ebenfalls durch finanzielle und strukturelle Probleme der Kern- und Maschinenbauindustrie des ehemaligen Ostblocks geprägt, was sich vor allem bei den Zuliefererbetrieben bemerkbar machte.
Im Dezember 1990 wurde der derzeit modernste tschechische Lehr- und Forschungsreaktor VR-1 VRABEC für die Prager Tschechische Technische Universität fertig gestellt. Das Projekt erarbeitete anhand wissenschaftlicher Unterlagen der Hochschule die Firma Chemoprojekt Praha zusammen mit Škoda. Škoda stellte den Reaktor her, den baulichen Teil lieferte Pozemní stavby Praha. Ein zweites Projekt mit der Bezeichnung VR-1B für die Slowakische Technische Universität Bratislava wurde im Dezember 1989 abgebrochen. Das Projekt wurde 1981 eingeleitet und im Mai 1989 folgte der eigentliche Baubeginn. Bereits zuvor wurde an dieser Hochschule ab den 1960er Jahren der Bau des eigenen Lehrreaktors ŠR-1 Bratislava angestrebt, dieses Vorhaben wurde 1972 auch aufgegeben. Ebenfalls 1989 wurde der Betriebseigene Forschungsreaktor von Škoda ŠR-0 stillgelegt.

## Entwicklung nach der Teilung der Tschechoslowakei

Kernenergie in Tschechien (2008)

Kernenergie in der Slowakei (2008)

Am 31. Dezember 1992 wurde die föderative Tschechoslowakei aufgelöst. Zu diesem Zeitpunkt waren die Kernkraftwerke Temelín und Mochovce immer noch unvollendet. Erst im Mai 1993 entschied die tschechische Regierung über die Vollendung der ersten beiden Blöcke von Temelín. Bei Mochovce wurde eine ähnliche Entscheidung bis 1995 hinausgezögert. Mochovce sollte ebenfalls nur mit zwei der ursprünglich vier geplanten Blöcke vollendet werden. Die Blöcke 1 und 2 gingen 1999 und 2000 ans Netz. Am 11. Oktober 2000 wurde der Block 1 von Temelín erstmals kritisch. Auch dieses Kraftwerk nahm schließlich 2002/2003 den Betrieb auf.
Bei beiden Bauvorhaben behielten auch in neuen Zeiten der freien Marktwirtschaft tschechische Auftragnehmer Schlüsselpositionen. Der Hauptauftragnehmer für den Technologie-Bereich Škoda Praha wurde 1990 vom Konzern Škoda abgeteilt und bildete seitdem ein selbständiges Unternehmen. Der Konzern Škoda wurde 1993 privatisiert und die Kernsparte in ein Tochterunternehmen umgewandelt (heute Škoda JS). Der Hauptplaner aller tschechoslowakischen Kernkraftwerke Energoprojekt Praha wurde 2002 vom inzwischen privatisierten Kernforschungsinstitut Řež gekauft.
Die 1990er Jahre waren von Problemen geprägt, die allgemein mit der Transformation der Wirtschaft und deren Anpassung an die kapitalistische Marktwirtschaft in Zusammenhang standen. Zu den wichtigsten gehörten anfangs die Annahme, dass die Marktprinzipien die bestehenden Probleme selber lösen können, damit verbundene Fehlentscheidungen des Investors, der Ausschluss russischer Organisationen aus der Rolle der Autorenaufsicht bei Planungsmodifikationen, sprachliche Probleme beim Umgang mit beteiligten westlichen Unternehmen und auch eine gewisse Idealisierung der westlichen Unternehmen.